# Gerakan Pramuka Indonesia

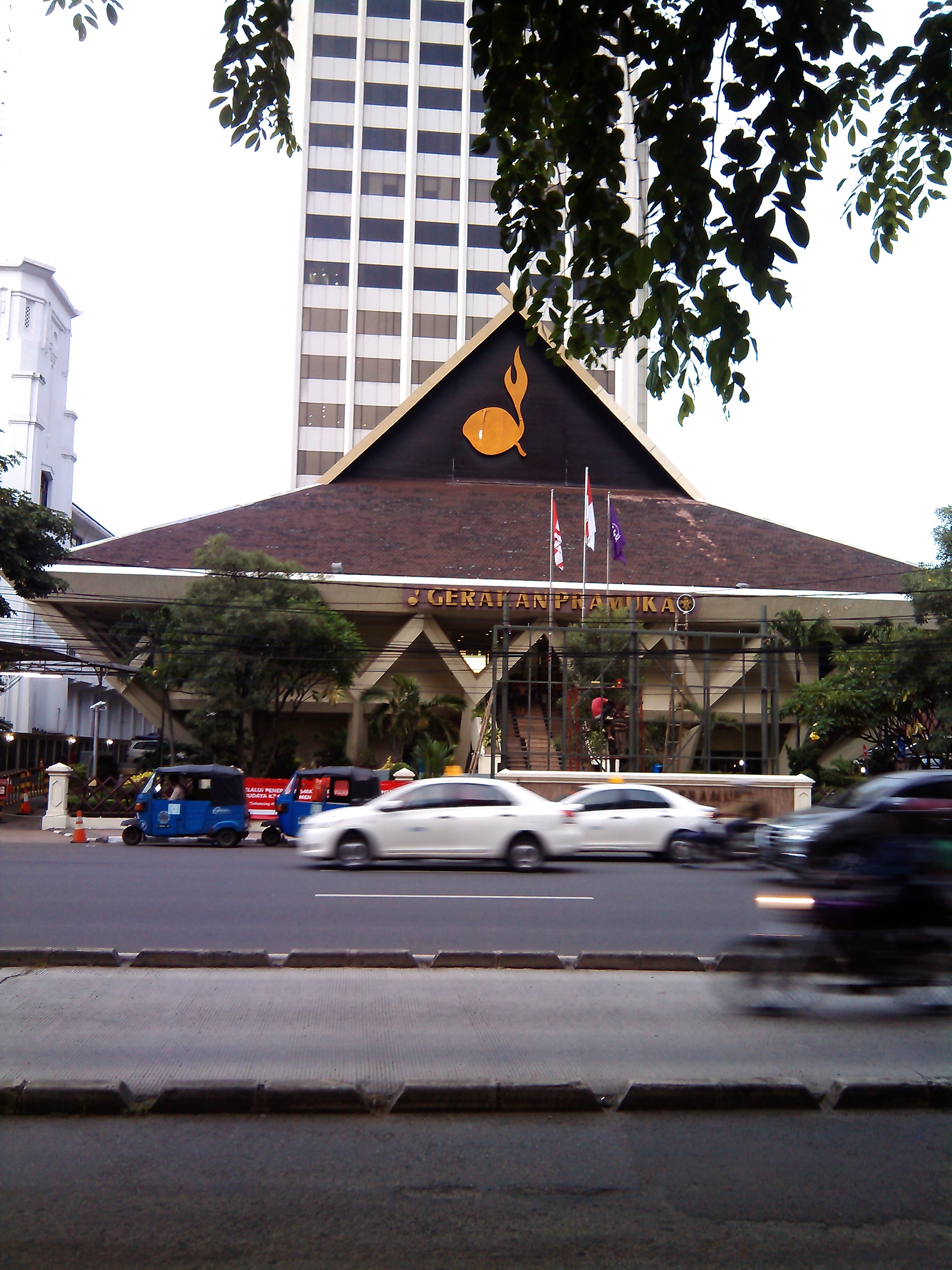
Quartier général à Jakarta.

Le Gerakan Pramuka Indonesia est le nom du mouvement national scout en Indonésie. Il comptait plus de 25 millions de membres en 2022.
Il a été créé par Soekarno en 1961 avec la volonté de créer un mouvement scout « libéré de l'influence de Baden-Powell ».